# Темперли, Харольд Невилл Вазилл
Харольд Невилл Вазилл Темперли (4 марта 1915 - 27 марта 2017), более известный как Невилл Темперли, был прикладным математиком, внесшим значительный вклад в области статистической механики, теории графов и физики жидкостей и газов. Он получил степень доктора наук как член Кингс-колледжа в Кембридже, прежде чем работать в Адмиралтействе над численным моделированием подводных взрывов во время Второй мировой войны. Продолжил исследования физических свойств жидкостей в Atomic Weapons Establishment в Олдермастоне до 1965 года.
Темперли возглавлял кафедру прикладной математики в Университете Суонси в течение 17 лет до выхода на пенсию в 1982 году. В 1992 году получил Медаль Румфорда от Королевского общества.
Его отец, Харольд Темперли, был известным британским историком. Он был отцом Вирджинии (Уагстафф) Джулиан, создателя Somerset Cider Brandy, Хамфри из Vignobles Temperley (производителя элитных вин и бывшего председателя совета графства Сомерсет) и дедушкой: Элис Темперли (лондонского модельера), Уильяма Темперли, Мэри Темперли, Матильды Темперли, Уилла Уагстаффа, Эдварда Темперли (редактора magicseaweed.com), Кейт Темперли, Джейн Уагстафф и Генри Темперли. У него было девять правнуков.
В 2015 году Темперли отметил свой 100-летний юбилей. Скончался 27 марта 2017 года в возрасте 102 лет.

## Избранные публикации
- Темперли, Невилл; Либ, Эллиот (1971-04-20). Relations between the 'Percolation' and 'Colouring' Problem and other Graph-Theoretical Problems Associated with Regular Planar Lattices: Some Exact Results for the 'Percolation' Problem [Связь между проблемами перколяции и раскраски и другими задачами теории графов для регулярных плоских решёток: точные решения для проблемы перколяции]. Proceedings of the Royal Society of London. Series A, Mathematical and Physical Sciences. 322 (1549): 251–280. Bibcode:1971RSPSA.322..251T. doi:10.1098/rspa.1971.0067. JSTOR 77727. S2CID 122770421.

## Внешние ссылки
- Недавние лауреаты медали Румфорда на сайте Королевского общества.